# Vrahovice

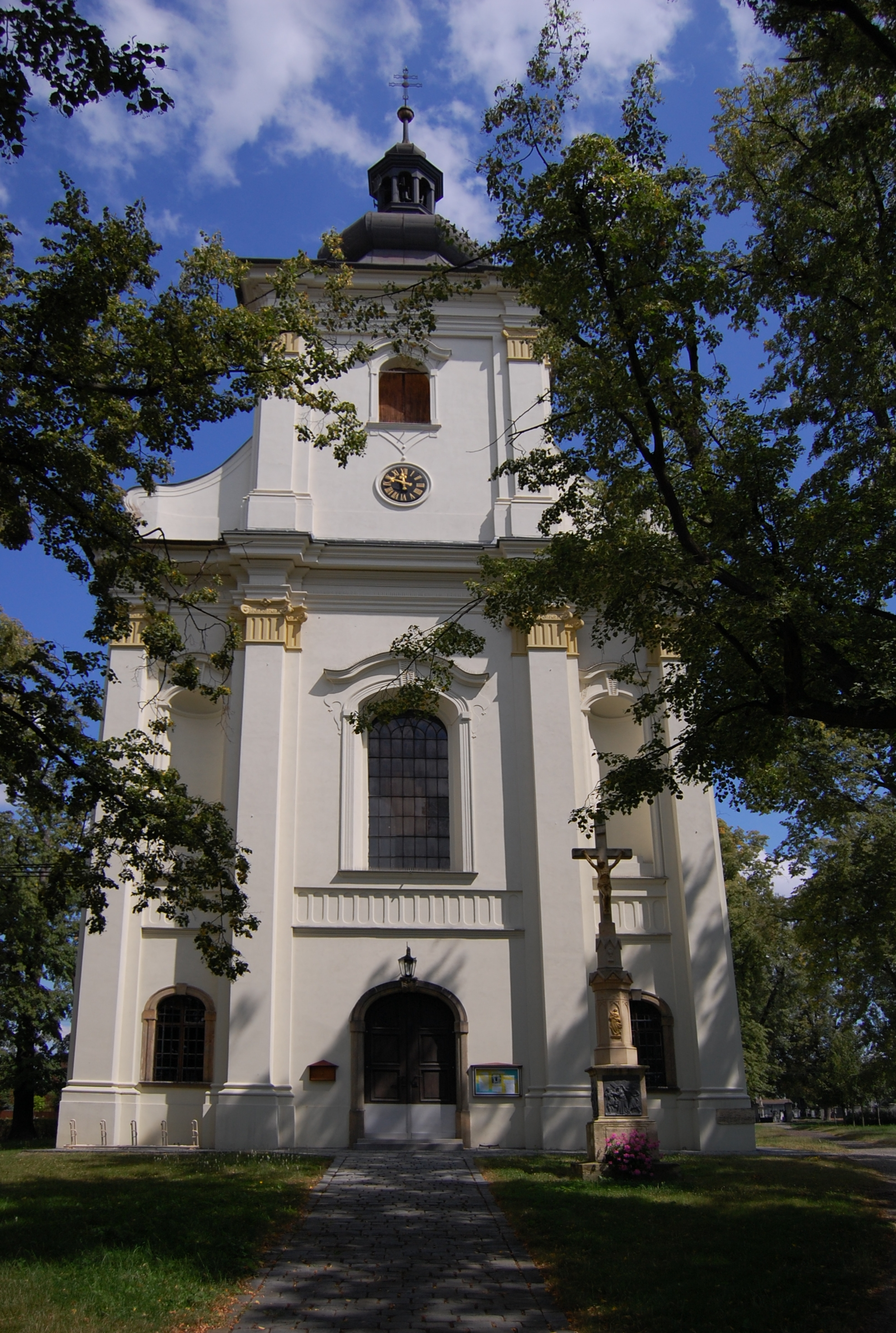
Kirche St. Bartholomäus

Vrahovice (deutsch Wrahowitz) ist ein Ortsteil von Prostějov in Tschechien. Das Dorf liegt drei Kilometer nordöstlich des Stadtzentrums von Prostějov und gehört zum Okres Prostějov.

## Geographie
Der Ort Vrahovice befindet sich linksseitig des Flüsschens Romže in der Obermährischen Senke (Hornomoravský úval). Südlich des Dorfes vereinigt sich die Romže mit der Hloučela zur Valová. Am nördlichen Ortsrand verläuft die Bahnstrecke Nezamyslice–Šternberk und einen Kilometer westlich die Schnellstraße R46.
Nachbarorte sind Olšany u Prostějova und Hablov im Norden, Dubany, Vrbátky und Štětovice im Nordosten, Kraličky und Hrdibořice im Osten, Čechůvky und Kralice na Hané im Südosten, Kralický Háj und Bedihošť im Süden, Prostějov im Südwesten sowie Držovice im Nordwesten.

## Geschichte
Das Dorf wurde 1337 erstmals urkundlich erwähnt. Das Wort „vrah“ bedeutet „Feind“ im Alttschechischen. Seit dem Mittelalter wechselten die Besitzer mehrfach. Ab 1725 waren die Grafen Seilern Grundherren von Vrahovice. Bis zur Mitte des 19. Jahrhunderts blieb das Dorf der Herrschaft Kralitz untertänig.
Nach der Aufhebung der Patrimonialherrschaften bildete Vrahovice, damals auch Wrahowitz, eine Gemeinde in der Bezirkshauptmannschaft Prostějov. In der Zeit der Ersten Republik wuchs das Dorf stark. Nach dem Zweiten Weltkrieg entstand in Vrahovice ein Internierungslager für Deutsche aus dem Okres Prostějov, die aus der Tschechoslowakei vertrieben wurden. Zwischen 1950 und 1954 war Vrahovice nach Prostějov eingemeindet. Danach wurde Vrahovice wieder eigenständig. Mit dem Beginn des Jahres 1961 erfolgte die Eingemeindung nach Čechůvky. Seit dem 1. Januar 1973 ist Vrahovice wieder ein Ortsteil von Prostějov. Im Jahre 1991 hatte Vrahovice 3307 Einwohner. 2001 bestand der Ort aus 753 Wohnhäusern, in denen 3402 Menschen lebten. Insgesamt besteht Vrahovice aus 919 Häusern.
Am 9. Dezember 2004 ereignete sich ein schwerer Verkehrsunfall, bei dem ein Lkw mit Soldaten mit einem Eisenbahnzug zusammenprallte. Fünf Menschen starben, acht weitere erlitten schwere Verletzungen.
In Vrahovice gibt es ein Postamt, eine Grundschule, eine Bahnstation und mehrere Gaststätten. Das Vereinsleben wird vom Sokol, dem Verband der Freiwilligen Feuerwehr und dem Spolek za staré Vrahovice (gegründet 2003) beherrscht. Er fördert Umweltschutz, Heimatkunde, Lokalgeschichte und Öffentlichkeitsarbeit von Vrahovice, organisierte zwei Ausstellungen und stellte eine Ansichtskarte her. Der Spolek za staré Vrahovice hat außerdem das Arboretum Vrahovice gegründet.

## Ortsgliederung
Der Ortsteil Vrahovice besteht aus den Grundsiedlungseinheiten Štér und Vrahovice. Er bildet einen Katastralbezirk.

## Sehenswürdigkeiten
- Kirche St. Bartholomäus, erbaut 1831 bis 1837. Die Glocke stammt aus dem Jahre 1586.
- Arboretum Vrahovice

## Persönlichkeiten
Die Musiker Zdeněk Tylšar und Bedřich Tylšar wurden im Dorf geboren. Der Fußballspieler Rostislav Václavíček ist in Vrahovice geboren und er hat dort mit Fußball begonnen. Der Linguist František Kopečný lebte bis zu seinem Tode in Vrahovice.